# Területi mozgóátlag
A területi mozgóátlag társadalmi-gazdasági különbségek területi vizsgálatánál alkalmazott módszer. Segítségével a lehatárolási probléma és az aggregációs információveszteség jól kezelhető, és alkalmas a térszemlélet formálására. A lehatárolási problémát úgy kezeli, hogy egységes kritériumot ad a lehatároláshoz. Az aggregációs információveszteséget csökkenti, mivel a módszer az elemi egységeket nem vonja össze nagyobb egységekbe, lehetőség van a legrészletesebb térfelosztással dolgozni.
A különféle módszerekkel kialakított területegységeken végzett vizsgálatoknál kénytelenek vagyunk eltekinteni attól a ténytől, hogy valójában már homogenizált egységekkel dolgozunk, holott az egységeken belül is jelentős különbségekkel találkozhatunk (pl.: a határsávok inkább hasonlítanak egymásra, mint a területegységek távolabbi részeire).

## Alkalmazása
A módszer alkalmas makrotendenciák elemzéséhez, lokális eltérések bemutatásához.
Területi mozgóátlag számításakor a településre és az attól adott távolságra lévő településekre rendelkezésre álló értékeket átlagoljuk (fajlagos mutató esetén súlyozott átlaggal számolunk). 
{\displaystyle M(x_{i})={\frac {\sum f_{j}*x_{j}}{\sum f_{j}}}}, ha {\displaystyle d_{j}\leqq m}, ahol
{\displaystyle d_{ij}\,} az {\displaystyle i\,} és {\displaystyle j\,} pont távolsága,
{\displaystyle m\,} pedig a mozgóátlag kiterjedése.
A módszer egy elemi egységhez nagyobb térséget jellemző értéket rendel hozzá, nem kötődik létező területi felosztáshoz. Alkalmazásához megfelelő részletezettségű területi adatok kellenek (Magyarországon ez a kistérségek szintjét jelenti).

## Típusai
- 1.: változatlan területnagyságú (állandó sugarú kör)
- 2.: változatlan súlyú (változó sugarú kör, súly gyakran a népességszám)

### A távolság meghatározása
Leggyakrabban a településközpontok légvonalbeli távolságát alkalmazzák, de létező területi felosztás egységeinek átlagos nagyságával, vagy intézmények, szervezetek, gazdasági egységek gyakorlatban megfigyelt átlagos vonzáskörzetének nagyságával is végeznek vizsgálatokat. A sugár nagyságának megválasztásánál tekintettel kell lenni arra, hogy túl kis sugár alkalmazásánál a települési szinthez képest csekély különbségeket fogunk tapasztalni, túl nagy sugár választásánál pedig a területi különbségek kiegyenlítődnek.